# Прін (Луїзіана)
Прін (англ. Prien) — переписна місцевість (CDP) в США, в окрузі Калкасьє штату Луїзіана. Населення — 7745 осіб (2020).

## Географія
Прін розташований за координатами 30°8′47″ пн. ш. 93°14′27″ зх. д. / 30.14639° пн. ш. 93.24083° зх. д. (30.146359, -93.240729).  За даними Бюро перепису населення США в 2010 році переписна місцевість мала площу 17,15 км², з яких 15,55 км² — суходіл та 1,60 км² — водойми.

## Демографія
Згідно з переписом 2010 року, у переписній місцевості мешкало 7810 осіб у 2894 домогосподарствах у складі 2210 родин. Густота населення становила 455 осіб/км².  Було 3036 помешкань (177/км²).
Расовий склад населення:
| - 85,4 % — білих - 7,4 % — чорних або афроамериканців - 3,3 % — азіатів - 0,4 % — корінних американців - 0,1 % — вихідців з тихоокеанських островів |

До двох чи більше рас належало 2,4 %. Частка іспаномовних становила 2,2 % від усіх жителів.
За віковим діапазоном населення розподілялося таким чином: 26,0 % — особи молодші 18 років, 62,8 % — особи у віці 18—64 років, 11,2 % — особи у віці 65 років та старші. Медіана віку мешканця становила 37,1 року. На 100 осіб жіночої статі у переписній місцевості припадало 98,0 чоловіків;  на 100 жінок у віці від 18 років та старших — 94,8 чоловіків також старших 18 років.
Середній дохід на одне домашнє господарство  становив 97 521 долар США (медіана — 80 122), а середній дохід на одну сім'ю — 110 662 долари (медіана — 93 550). Медіана доходів становила 71 881 долар для чоловіків та 42 928 доларів для жінок. За межею бідності перебувало 8,0 % осіб, у тому числі 8,5 % дітей у віці до 18 років та 3,5 % осіб у віці 65 років та старших.
Цивільне працевлаштоване населення становило 3842 особи. Основні галузі зайнятості: освіта, охорона здоров'я та соціальна допомога — 29,8 %, виробництво — 15,6 %, роздрібна торгівля — 10,0 %, науковці, спеціалісти, менеджери — 8,2 %.